# Лає (Іран)
Лає (перс. لايه) — село в Ірані, у дегестані Калішам, у бахші Амарлу, шагрестані Рудбар остану Ґілян. За даними перепису 2006 року, його населення становило 181 особу, що проживали у складі 47 сімей.

## Клімат
Середня річна температура становить 12,75 °C, середня максимальна – 29,78 °C, а середня мінімальна – -6,45 °C. Середня річна кількість опадів – 402 мм.
| Клімат поселення                              | Клімат поселення | Клімат поселення | Клімат поселення | Клімат поселення | Клімат поселення | Клімат поселення | Клімат поселення | Клімат поселення | Клімат поселення | Клімат поселення | Клімат поселення | Клімат поселення | Клімат поселення |
| Показник                                      | Січ.             | Лют.             | Бер.             | Квіт.            | Трав.            | Черв.            | Лип.             | Серп.            | Вер.             | Жовт.            | Лист.            | Груд.            |                  |
| Середній максимум, °C                         | 9,02             | 9,53             | 12,86            | 19,51            | 23,70            | 28,90            | 29,26            | 29,78            | 25,95            | 20,34            | 14,23            | 8,66             |                  |
| Середня температура, °C                       | 1,29             | 1,80             | 5,13             | 11,76            | 15,94            | 21,16            | 23,87            | 24,38            | 20,56            | 14,96            | 8,83             | 3,26             |                  |
| Середній мінімум, °C                          | −6,45            | −5,94            | −2,6             | 4,03             | 8,21             | 13,42            | 18,48            | 18,99            | 15,16            | 9,56             | 3,44             | −2,13            |                  |
| Норма опадів, мм                              | 41               | 41               | 63               | 49               | 31               | 9                | 9                | 8                | 11               | 35               | 49               | 56               |                  |
| Середньомісячна швидкість вітру, м/с          | 2.03             | 2.58             | 2.86             | 3.13             | 2.90             | 2.84             | 2.98             | 2.84             | 2.44             | 2.37             | 1.98             | 2.01             |                  |
| Середньомісячна сонячна радіація, кДж/м²·день | 7662             | 10133            | 12555            | 16700            | 21065            | 24594            | 25014            | 21931            | 18142            | 12687            | 9420             | 7370             |                  |
| --------------------------------------------- | ---------------- | ---------------- | ---------------- | ---------------- | ---------------- | ---------------- | ---------------- | ---------------- | ---------------- | ---------------- | ---------------- | ---------------- | ---------------- |
| Джерело:                                      |                  |                  |                  |                  |                  |                  |                  |                  |                  |                  |                  |                  |                  |